# Лопін
24°53′19″ пн. ш. 104°18′15″ сх. д. / 24.88868° пн. ш. 104.30421° сх. д.
Лопін (кит. 罗平县, пін. Luópíng Xiàn) — один із повітів КНР у складі префектури Цюйцзін, провінція Юньнань. Адміністративний центр — містечко Лосюн.

## Географія
Лопін лежить на висоті близько 1500 метрів над рівнем моря у центрі Юньнань-Гуйчжоуського плато.

### Клімат
Повіт знаходиться у зоні, котра характеризується океанічним кліматом субтропічних нагір'їв. Найтепліший місяць — липень із середньою температурою 21,3 °C. Найхолодніший місяць — січень, із середньою температурою 6,7 °С.
| Клімат повіту Лопін     | Клімат повіту Лопін | Клімат повіту Лопін | Клімат повіту Лопін | Клімат повіту Лопін | Клімат повіту Лопін | Клімат повіту Лопін | Клімат повіту Лопін | Клімат повіту Лопін | Клімат повіту Лопін | Клімат повіту Лопін | Клімат повіту Лопін | Клімат повіту Лопін | Клімат повіту Лопін |
| Показник                | Січ.                | Лют.                | Бер.                | Квіт.               | Трав.               | Черв.               | Лип.                | Серп.               | Вер.                | Жовт.               | Лист.               | Груд.               | Рік                 |
| Середній максимум, °C   | 11,8                | 14,7                | 19,5                | 23,9                | 25,4                | 25,4                | 25,8                | 25,7                | 23,7                | 20,1                | 16,8                | 13                  | 19,5                |
| Середня температура, °C | 6,7                 | 9                   | 12,9                | 17,3                | 19,7                | 21                  | 21,3                | 20,9                | 18,9                | 15,8                | 11,9                | 7,8                 | 15,3                |
| Середній мінімум, °C    | 3,4                 | 5,1                 | 8,1                 | 12,3                | 15,5                | 17,9                | 18,4                | 17,7                | 15,8                | 13,1                | 8,5                 | 4,3                 | 11,7                |
| Норма опадів, мм        | 27.1                | 31.9                | 36                  | 49.3                | 157.7               | 312                 | 340.4               | 270.8               | 189                 | 111.5               | 48                  | 21.9                | 1595.6              |
| Вологість повітря, %    | 86                  | 79                  | 74                  | 71                  | 76                  | 85                  | 87                  | 87                  | 86                  | 88                  | 86                  | 86                  | 82.6                |
| ----------------------- | ------------------- | ------------------- | ------------------- | ------------------- | ------------------- | ------------------- | ------------------- | ------------------- | ------------------- | ------------------- | ------------------- | ------------------- | ------------------- |
| Джерело: data.cma.cn    |                     |                     |                     |                     |                     |                     |                     |                     |                     |                     |                     |                     |                     |